# Былина (заказник)
Государственный природный заказник «Былина» расположен в северо-западной части Кировской области на территории Подосиновского и Опаринского районов на водоразделе бассейнов рек Каспийского моря и Северного Ледовитого океана. Создан в 1994 году. Большая часть территории располагается вдоль течения реки Былина. Кайское болото, расположенное частично в границах заказника включено в перечень ценных болот России
Общая площадь особо охраняемой территории составляет 47632 га, в том числе в Подосиновском районе — 32310 га, в Опаринском районе — 15322 га. Лесами занято 41 тыс., болотами — 5 тыс. гектаров. Причем, болотные массивы относятся к числу важнейших болотных резерватов России и регулируют водность крупнейших рек области.
Территория заказника входит в состав одной из семи ключевых орнитологических территорий региона — «Былинской». Встречаются 13 видов птиц из Красной книги Кировской области — серая цапля, камышница, лебедь-шипун, болотный лунь, красношейная поганка, белая куропатка, бородатая и длиннохвостая неясыть и т. д.
В заказнике сохранилась естественная уникальная флора, почти лишенная заносных сорных растений. Установлена высокая степень сохранности природных комплексов заказника и видового биоразнообразия — 565 видов сосудистых растений. На ключевых верховых болотах, вдоль истоков рек, в старовозрастных ельниках, встречаются редкие растения, в том числе десять видов, занесенных в Красную книгу области: венерин башмачок настоящий, ладьян надрезный, вероника крапиволистная, хвощ камышовый и др.
На территории «Былины» обитают 218 видов позвоночных животных, среди которых 19 «краснокнижных» видов — например, сибирская минога, обыкновенный подкаменщик, русская быстрянка, сибирский углозуб, европейская норка, прудовая ночница.
На базе заказника работает визит-центр для проведения экологопросветительской работы.